# جعفر علي
جعفر علي (1933 - 1997) مخرج سينمائي ومسرحي من العراق.

## حياته
- ولد في بغداد عام 1933 وتخرج في كلية الاداب بجامعة بغداد 1956 وهو يحمل بكالوريوس الأدب الإنكليزي، التحق بجامعة آيوا الأمريكية وتخرج فيها 1961 يحمل شهادة ماجستير السينما والتلفزيون، فعاد إلى بغداد وهو يحمل ثناياه بتحقيق السينما عراقية الهادفة.

## أهم المواقع التي شغلها
- أصبح مدرسا للصوت والإلقاء في معهد الفنون الجميلة - بغداد، ومدرسا للتمثيل في كلية الفنون الجميلة، فشكل مع الفنان سعدون العبيدي فرقة مسرح بغداد الفني واصدر سلسلة من مختارات المسرح العراقي.
- عين مدرسا لللالقاء والصوت في معهد الفنون الجميلة، ومدرسا للتمثيل في أكاديمية الفنون الجميلة ببغداد
- أسس قسم السينما في أكاديمية الفنون الجميلة - 1973وأصبح رئيسا للقسم واستدعى أبرز الأساتذة العرب ليدرسوافي الفرع منهم توفيق صالح، هاشم النحاس واميل بحري.
- ظل مدرسا في أكاديمية الفنون الجميلة ببغداد حتى وافاته.
- افتتح الدراسات العليا في قسم السينما أيضا.
- أسس قسم السينما في معهد الفنون الجميلة كذلك، واستورد أبرز الأجهزة والمعدات السينمائية من ضمنها كامرا 16 و 35ملم، واستدعى أبرز الاساتذة المختصين لهذا القسم الجديد في الأكاديمية منهم المخرج السينمائي المعروف توفيق صالح للإخراج، هاشم النحاس، لؤي القاضي وعباس الشلاه، حتى تكاملت كل المواصفات الفنية للقسم، وكانت الصيغ والاساليب التي اتبعها لقيادته لهذا القسم السينمائي الشاب تشكل تحديا لكل المعاهد السينمائية في الوطن العربي.
- أصبح مديرا للإذاعة والتلفزيون

## أهم الأعمال السينمائية
- لدى تأسيس مصلحة السينما والمسرح في العراق اخرج فيلمه السينمائي الأول الجابي 1968 والذي كتب قصته والسيناريو والحوار جعفر علي نفسه، وهو يتحدث بشكل واقعي عن حياة الناس وهمومهم اليومية داخل حافلة نقل الركاب (طول الفيلم)،
- أخرج فيلمه الثاني (المنعطف) 1974 المأخوذ عن رواية الكاتب العراقي الراحل غائب طعمة فرمان بعنوان (خمسة أصوات) وهو من أبرز الأفلام السياسية الذي انتجته الشركة الوطنية للافلام الوطنية وعرض في العديد من المهرجانات العربية والمحلية والدولية من ضمنها مهرجان موسكوالسينمائي والذي عرض 1975
- أخرج فيلمه السينمائي الثالث سنوات العمر 1976والذي صورت اكثرية مشاهده في ألمانيا وبالألوان والذي يتحدث عن اليد العاملة العراقية وعودةالكفاءات العراقية من الخارج إلى أرض الوطن، إلا أن الفيلم لم ير النور لأسباب إنتاجية.
- شارك ممثلا في فيلم المسألة الكبرى 1982 للمخرج محمد شكري جميل
- شارك بكتابة سيناريو فيلم فائق يتزوج 1984 للمخرج المصري إبراهيم عبد الجليل وعمل كذلك في الإدارة الفنية بنفس الفيلم
- مخرج منفذ في فيلم حمد وحمود 1985 والذي اخرجه إبراهيم جلال.
- كتب قصة فيلم طائر الشمس 1991 والذي اخرجه الراحل صاحب حداد.
- مثل في فيلم الفارس والجبل 1988 والذي اخرجه محمد شكري جميل.
- مثل في فيلم (الملك غازي 1993 للمخرج محمد شكري جميل.
- عاد جعفر علي إلى الإخراج السينمائي في 1991 بعد خمسة عشر عاما من إخراج فيلمه سنوات العمر 1976 ليخرج فيلمه السينمائي الجديد نرجس عروس كردستان.

## المسرح
- أبرز المسرحيات التي اخرجها مسرحية (فيت روك) لمؤلفها ميغان تيري، والتي تتحدث عن الحرب الفيتنامية

الأمريكية، والدلالة على الخسائر الأمريكية في الحرب مع فيتنام، قدم جعفر علي هذه المسرحية في
حصن الاخيضر بمدينة كربلاء وعلى الهواء الطلق ومثلها قسم من طلبة أكاديمية الفنون الجميلة، وحضر الشاعر محمد مهدي الجواهري لمشاهدة هذه المسرحية في كربلاء.

## تأسيس فرقة مسرحية
- أسس في عام1969فرقة مسرح اليوم والذي ترأسها تقديرا لمكانته وكفائته فأخرج عددا من المسرحيات منها أبرزها:
- الغريب
- ضرر التبغ
- قصة حديقة الحيوان
- عروس للمزاد
- السؤال
- اين تقف ؟

## ممثل مسرحي
```
جعفر علي مثل دور 
السجين
 في مسرحية 
مواطن بلا استمارة
 إخراج 
وجدي العاني
.
```

اخرج جعفر علي لصالح تلفزيون العراق تمثيلية الرجل الذي فقد رائحته وتمثيلية زهرة والسلطان.

## وثقوا مسيرته
- عراب السينما العراقية وثائقي عن حياة جعفر علي إخراج عدي فاضل خليل.

## تكريمه
اقيم حفلا تكريميا له في أكاديمية الفنون الجميلة عام 2009م، بقسم الفنون السمعية والمرئية (السينما) الذي اسسه عام 1973م، وتم خلالها القاء كلمة عن مسيرته الفنية وعطائه الفني، وعرض فيلم الوثائقي عن حياته (عراب السينما العراقية)، وحمل الحفل التكريمي نفس الاسم للفيلم.